# Boromo
Boromo is een stad in Burkina Faso, de hoofdplaats van het gelijknamige departement. Het is tevens de hoofdstad van de provincie Balé van de regio Boucle du Mouhoun. Er leven ongeveer 19.000 mensen. Boromo is  gelegen aan de autoweg Route Nationale N1, halfweg tussen de twee, 360 km van elkaar verwijderde grootste steden van Burkina Faso, Ouagadougou en Bobo-Dioulasso. Het is een halteplaats voor al het busverkeer tussen deze twee steden en heeft een groot busstation.
Ten zuiden van Boromo ligt het Nationale Park Deux Balés.

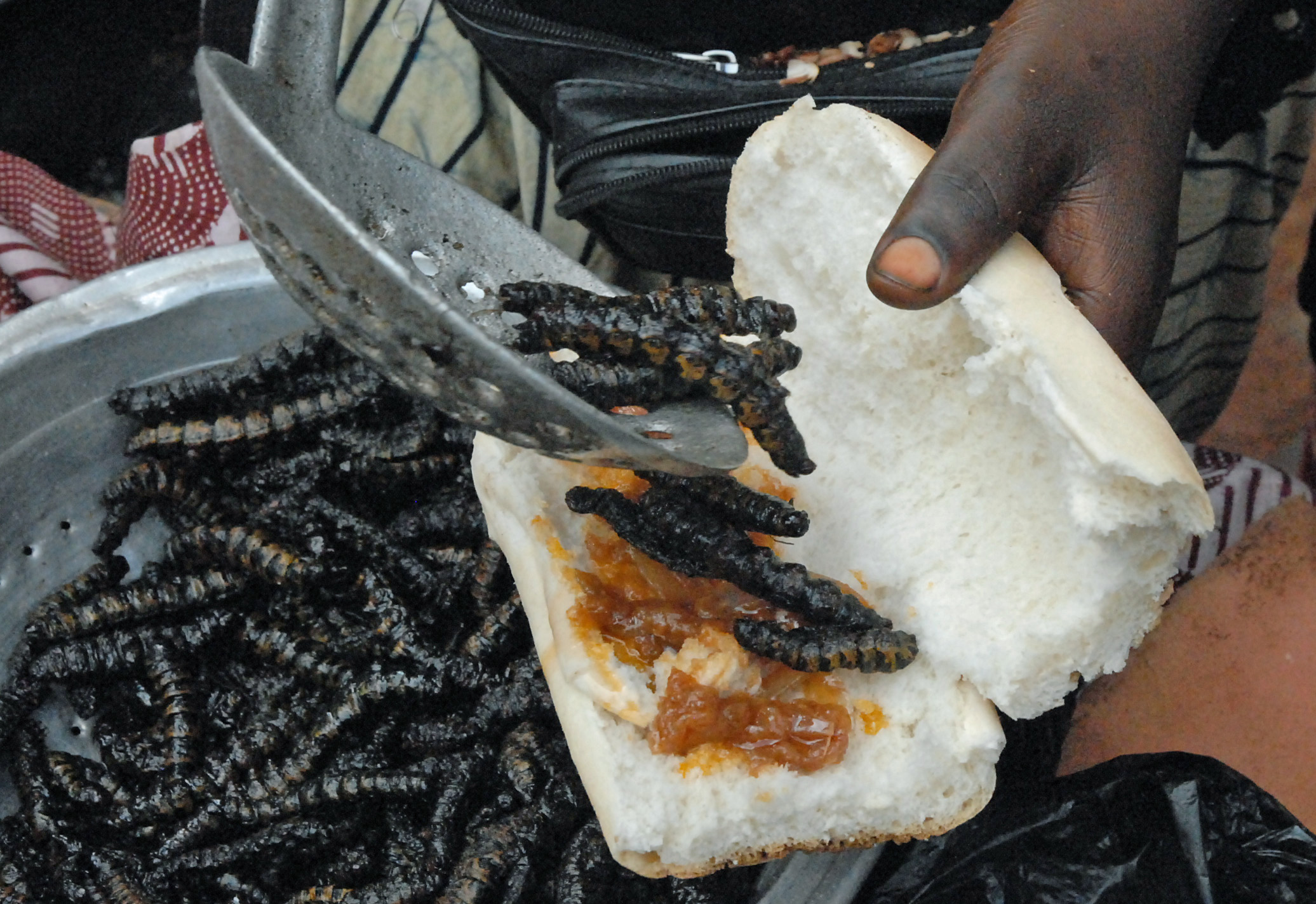
Bereiding van een sandwich met gefrituurde karitérupsen op het busstation van Boromo (september 2015)